# Pivovar Visla
Pivovar Visla, polsky Browar Wisła, je malý lokální pivovar ve městě Visla v okrese Těšín ve Slezském vojvodství v jižním Polsku a Horním Slezsku.

## Další informace
Pivovar Visla se nachází, společně s restaurací u místního vlakového nádraží. Založen byl v červnu 2020. Interiéry i exteriéry pivovaru jsou v duchu historických fotografií z místní železniční trati. Logem pivovaru je železniční most ve Visle na pozadí Slezských Beskyd. Varna pivovaru je v prosklené místnosti a je dobře viditelná i zvenčí. Pivovar nabízí několik druhů piv, z nichž ne všechny jsou vždy k dispozici.

## Galerie

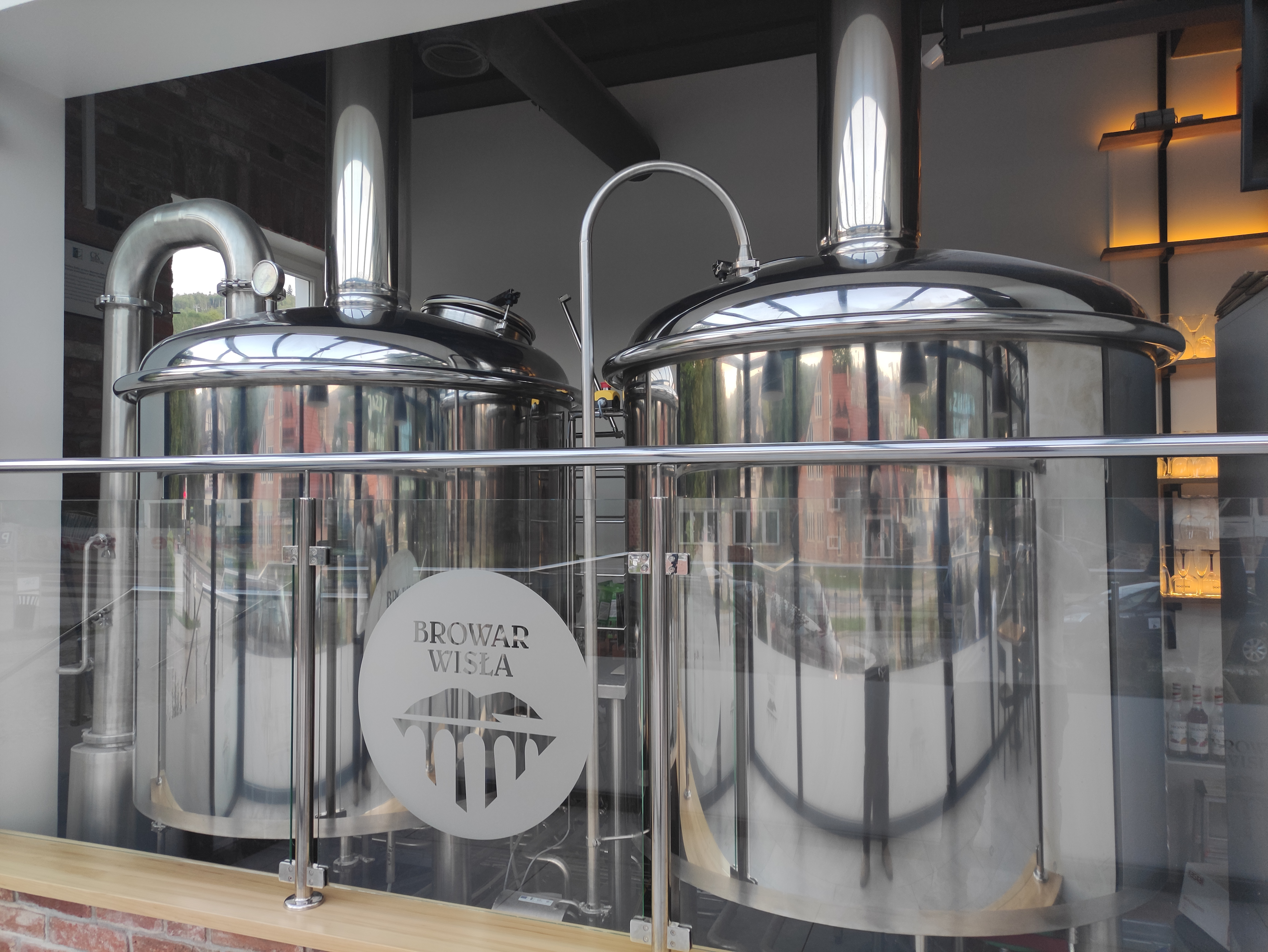
Interiér pivovaru